# Scorpiops wrzecionkoi
Espèce
Scorpiops wrzecionkoi est une espèce de scorpions de la famille des Scorpiopidae.

## Distribution
Cette espèce est endémique du Tibet en Chine. Elle se rencontre vers Kamba La à 5 000 m d'altitude.

## Description
La femelle holotype mesure 48,32 mm.

## Étymologie
Cette espèce est nommée en l'honneur d'Antonín Wrzecionko.

## Publication originale
- Kovařík, 2020 : Nine new species of Scorpiops Peters, 1861 (Scorpiones: Scorpiopidae) from China, India, Nepal, and Pakistan. Euscorpius, no 302, p. 1-43 (texte intégral).